# 서울에서 제일 비싼 미소
《서울에서 제일 비싼 미소》는 한국방송공사 1TV 특집드라마이다.

## 제작진
- 극본 : 유열
- 연출 : 고성원

## 출연진
- 박근형
- 연운경
- 정영숙